# 대원방송 성우극회
대원방송 성우극회( - 大元放送 聲優劇會)는 2008년 10월에 설립된 대원방송의 성우극회이다. 애니원, 애니박스, 챔프TV 통합 애니원 변경 등 대원방송의 각 채널 목소리를 담당하고 있다. 2년간의 전속기간 후 프리랜서로 활동하게 된다. 2008년 10월에 설립되었으며 2009년 1월부터 본격적으로 방송에 투입되고 있다. 3기까지는 2년 주기로 성우 공채를 실시했으나 그 이후부터는 한국방송 성우극회처럼 1년 주기로 성우공채 방식을 변경했으며, 뽑는 수도 소수로 바뀌게 되었다.

## 개요
투니버스 성우극회에 이어서 설립한 성우극회로 대원방송에서 상위기관을 맡고있다. 2002년 대원방송이 창사 및 개국을 하였지만 이 당시까지는 지상파 및 투니버스 성우극회 출신 등의 외부 성우들을 출연시켰으며 2008년에 가서야 본격적인 자사 성우극회를 설립하였고 이 때부터 자사 전속성우를 모집하게 되었다.
대표적으로 1기 출신의 성우이자 방송인인 서유리가 있으며 문화방송 프로그램에도 출연하였다. 그러나 한편으로는 1기 출신 성우인 임하진(개명 전 임경명)의 성희롱 사건이 터지게 되면서 설립 이래 논란의 대상으로 오르기도 하였다.

## 특색
투니보이스 성우극회와 함께 케이블 애니메이션 채널 성우극회에 속해있으며 대원방송에서 공채를 통해서 선발된 성우들이 대원방송 채널(애니원, 애니박스등)에 출연하여 목소리 역할을 맡고 있다. 성우극회가 생기기 이전에는 투니보이스 성우극회 출신 및 지상파 출신 외부 성우들을 투입하였다가 2008년부터 1기 공채를 시작하여 이듬해인 2009년부터 본격적으로 1기 출신 성우들이 투입되었다.

## 임원 구성
- 극회장 : 안효민
- 부회장 : 이현
- 총무 : 윤아영
- 전속실장: 최현수

## 연혁 및 명단
| 기수&년도    | 남자 성우                                    | 여자 성우                                              |
| ------------ | -------------------------------------------- | ------------------------------------------------------ |
| 1기(2008년)  | 박서진, 서원석, 임하진, 최낙윤               | 김민정, 김성연, 서유리, 이명희, 이미나, 이재현, 이지현 |
| 2기(2010년)  | 고구인, 디도, 심규혁, 이경태, 이동훈, 이재범 | 김연아, 김하영, 김나율, 이보희, 조경이                 |
| 3기(2012년)  | 김혜성, 신경선, 안효민, 이현                 | 김도영, 문유정, 박고운, 윤아영, 이유리, 채민지         |
| 4기(2013년)  | 이인석, 정주원                               | 강시현, 김연우                                         |
| 5기(2014년)  | 김현욱, 박요한, 황창영                       | 곽규미, 송하림, 이새아                                 |
| 6기(2015년)  | 김민주                                       | 윤은서, 장미, 장예나                                   |
| 7기(2016년)  | 박성영, 서반석, 이창민                       | 강은애, 김보나, 이다은                                 |
| 8기(2017년)  | 김진홍, 이승행, 정의한                       | 손선영, 원에스더                                       |
| 9기(2018년)  | 장서화, 최현수                               | 김예림, 김윤채, 비주언                                 |
| 10기(2019년) | 이주승, 임채빈, 정의택                       | 성예원, 이은조                                         |
| 11기(2020년) | 박준원, 임혁                                 | 김채린, 신나리, 이세레나                               |
| 12기(2021년) | 김종엽, 박준형, 원종준                       | 권다예, 손정민, 이주은                                 |
| 13기(2022년) | 김병현, 오건우, 이동윤                       | 미소, 김서현, 장채연                                   |
| 14기(2023년) | 김태환, 신우철, 장태혁                       | 김진아, 양은한, 임지연                                 |
| 15기(2024년) | 채민혁                                       | 김보연, 박혜진, 신이나                                 |

### 대원 공채 성우
- 男
- 최연소자: 채민혁(1997년생 ; 15기)
- 최연장자: 임하진(1978년생 ; 1기)
- 女
- 최연소자: 김보연(2004년생 ; 15기)
- 최연장자: 김연아(1979년생 ; 2기)

### 퇴사
- 男
- 심정민[2] :1기 이기성[3] :6기 이상현, 하동연[4] :15기

## 같이 보기
- 애니원
- 애니박스
- 대원방송
- 한국성우협회